# Chamgardān
Chamgardān (persiska: چمگردان, Cham Gordān) är en ort i Iran.   Den ligger i provinsen Esfahan, i den centrala delen av landet, 400 km söder om huvudstaden Teheran. Chamgardān ligger 1 713 meter över havet och antalet invånare är 16 086.
Terrängen runt Chamgardān är platt åt sydväst, men åt nordost är den kuperad.Runt Chamgardān är det ganska tätbefolkat, med 185 invånare per kvadratkilometer. Närmaste större samhälle är Zarrīn Shahr, 3,4 km öster om Chamgardān. Trakten runt Chamgardān består i huvudsak av gräsmarker.